# Groix
Groix (bretonsky Groe) je francouzský ostrov ležící u jižního pobřeží Bretaně nedaleko města Lorient. Má rozlohu 14,82 km² a žijí na něm přes dva tisíce obyvatel. Tvoří jednu obec v rámci departementu Morbihan, největším sídlem na ostrově je Le Bourg. Obyvatelé se nazývají Groisillonnes. Původní místní dialekt bretonštiny v průběhu dvacátého století vymizel.
Ostrov je oddělen od pevniny průlivem Courreaux de Groix. Geologicky je tvořen převážně svorem, v přírodní rezervaci Françoise Le Baila se nachází také vzácný glaukofán a granáty, které daly Groix přezdívku l'île aux grenats. Na severovýchodním pobřeží se nachází dlouhá písečná konvexní pláž. Maximální nadmořská výška ostrova je 48 m. Podnebí je mírné, oceánské. Na ostrově žije množství králíků, bažantů a zdivočelých koček.
Historickými památkami jsou kromě četných megalitů a nálezu vikingské pohřební lodi také maják Phare de Pen-Men, pevnost Fort Surville a kostel z 18. století zasvěcený patronu ostrova svatému Tudymu. Na jeho věži se nachází korouhvička ve tvaru tuňáka, připomínající někdejší význam rybolovu pro ekonomiku Groix. V současnosti žijí obyvatelé hlavně z turismu, v letní sezóně se populace ostrova zvedne až na desetinásobek. Návštěvníkům je určena síť cyklostezek a ekomuzeum. Na ostrově se narodili spisovatelé Yann-Ber Kalloc'h a Lucien Gourong, tvořili zde malíř Étienne Buffet, Gilles Servat oslavil Groix ve svých písních, Peter May sem zasadil děj románu Entomologův odkaz. Každoročně se koná na ostrově filmový festival.